# 溺れる人魚
『溺れる人魚』（おぼれるにんぎょ）は、島田荘司による日本の推理小説の短編集。
御手洗潔シリーズの1冊であるが、本作では御手洗は脇役に留まっている。表題作の他、「人魚兵器」「耳の光る児」「海と毒薬」の3編が収録されており、「海と毒薬」以外の3編は、リスボン、コペンハーゲン、ウプサラ、ベルリン、ワルシャワ、シンフェロポリなど、日本国外の異国の都市を舞台とした作品である。
「溺れる人魚」は、ポルトガルのリスボンを舞台としているが、精神外科に警鐘を鳴らしめることになった、日本で実際に起こったロボトミー殺人事件を基に執筆された作品である。また、「人魚兵器」「耳の光る児」の2編は、島田のエッセイ『名車交遊録』（1990年）を2005年に原書房から分冊版として刊行するにあたり、新たに書き下ろされた作品である。

## 収録作品

### 溺れる人魚
1972年、ポルトガルの天才女性スウィマー、アディーノ・シルヴァは、ミュンヘン五輪で水泳4種目の金メダルを制覇した。間もなくして奇病を患った彼女は、夫でコーチのブルーノ・ヴァレの同意のもと、医学界の権威リカルド・コスタによってロボトミー手術を受けた。
その栄光から30年近く経った2001年の聖アントニオ祭の前夜祭の日、術後の経過が思わしくなく、感情の起伏を失い廃人同然となっていた彼女はリスボンの小さなアパートで拳銃自殺を遂げた。それとほぼ同時刻、アパートから2キロ離れた場所でリカルド・コスタが拳銃で射殺される事件が発生する。警察の調べで、コスタの命を奪った銃弾がアディーノが自殺するのに使用した拳銃から発射されたものだと判明するが、車椅子なしでは動くことができなかったアディーノは言うまでもなく、コスタの家までの道のりは前夜祭の賑わいでごった返していて移動に優に1時間以上かかり、アディーノでなくても犯行は不可能だった。
事件から5年経った2006年、この不可解な話を聞いた科学ジャーナリストのハインリッヒ・シュタインオルトはリスボンを訪れ、余命幾ばくもないブルーノに話を聞くことにする。
登場人物
アディーノ・シルヴァ
1972年のミュンヘン五輪で大活躍し、4つの金メダルをもたらしたポルトガルの競泳選手。精神に異常をきたし、30年近く車椅子に座ったままの生活を送っていたが、2001年6月に突然拳銃で自殺した。リカルド・コスタを怨んでいた。
ブルーノ・ヴァレ
アディーノのコーチで夫。元水泳選手。手術を受けたアディーノを献身的に介護した。
アメリア
アディーノとブルーノの一人娘。アディーノの病気により、施設で育った。成長してからは介護の資格を取り、母の介護に明け暮れたが、母の自殺の翌月に首を吊って死んだ。
リカルド・コスタ
アディーノにロボトミー手術を施したポルトガル医学界の権威。アディーノと同日、ほぼ同時刻に銃殺される。
ナンシー・フーヴァー
カリフォルニア大学バークレー校の血流制御内科学の教授。アディーノの本当の病名をブルーノに告げる。